# Je voudrais me suicider mais j'ai pas le temps
Je voudrais me suicider mais j'ai pas le temps est une bande dessinée biographique écrite par Jean Teulé et dessinée par Florence Cestac pour retracer la vie de l'artiste Charlie Schlingo, depuis sa petite enfance jusqu'à son décès en 2005. L'ouvrage est publié chez Dargaud en janvier 2009.

## Approche historiographique
Charlie Schlingo, pseudonyme de Jean-Charles Ninduab, est un auteur de bande dessinée né en 1955. Il entame sa carrière en 1975, collaborant à de nombreux périodiques, comme Charlie Mensuel, Hara-Kiri, Métal hurlant... Il publie plusieurs albums, dont Gaspation ! (1979),  Josette de Rechange (1981) ou la série Canetor. Il « écrit et dessine des planches délirantes et cinglées, maniant la crétinerie et la scatologie avec génie ». En 2005, il décède accidentellement. Florence Cestac et Jean Teulé, qui l'ont connu, s'associent pour créer un album biographique en hommage au disparu. Le titre cite une réplique habituelle de Schlingo lorsqu'on lui demandait son état d'esprit.

## Synopsis
La narration commence dans l'enfance de Charlie Schlingo, qui conserve des séquelles de la poliomyélite. Ses parents, honteux, lui enjoignent de se cacher lorsqu'ils reçoivent des invités et le surnomment « le Vilain ». Charlie Schlingo découvre la bande dessinée grâce à sa grand-mère, Goro-Goro, qui lui offre notamment des Popeye. Pour compenser son handicap, il se déplace sur les mains. Au grand déplaisir de sa famille, il devient auteur de bande dessinée. Il lance avec des amis le fanzine Le Havane primesautier et poursuit sa carrière ; le récit le montre fréquemment occupé à boire de l'alcool, prendre de la drogue et vomir ; à plusieurs reprises, il se montre agressif, voire bagarreur. Il entretient des amitiés avec Professeur Choron, Jean-Pierre Dionnet ou Étienne Robial. Les ventes de ses albums sont médiocres. Il adopte une chienne, qu'il appelle « La Méchanceté ». Lorsque Florence Cestac remporte le grand prix de la ville d'Angoulême en 2000, Schlingo prononce le discours. Sa santé se ressent de ses excès et il finit par mourir d'une chute sur une table en trébuchant sur La Méchanceté.

## Genèse de l'œuvre
Jean Teulé a enquêté trois mois sur l'artiste, sollicitant tous ceux qui l'ont connu. Le script se fonde sur les citations et anecdotes rapportées par des témoins. Florence Cestac, fidèle à son style, représente les personnages dotés d'un gros nez et le critique Yves-Marie Labé estime que ce trait « rond et dynamique » se prête au récit tragi-comique. Dans 24 Heures, l'authenticité des anecdotes mises en image est signalée.

## Accueil critique
Le Monde réserve un accueil très favorable à cet ouvrage, « le premier rédigé par des auteurs de BD sur un auteur de BD ». Pour Sud Ouest, ce scénario reflète la vie du personnage : « bordélique, drôle et pathétique » ; l'album est « juste et touchant » ; L'Humanité fait écho à cette appréciation : « une biographie en bande dessinée, drôle et touchante ». Télérama, qui souligne la qualité de l'ouvrage, estime par ailleurs que les deux artistes ont évité l'écueil de la complaisance en dépeignant Schlingo, ce qui fait écho à l'avis de Sud-Ouest. L'album, « dur et drôle en même temps », inspire autant le rire que les larmes. Le Point estime que « Jean Teulé et Florence Cestac trouvent le ton juste, entre mélancolie profonde et énergie ravageuse ». L'Obs signale la vivacité du dessin et le caractère surréaliste des dialogues, qui se prêtent à ce portrait ; 24 Heures observe que Cestac adopte un trait délibérément plus relâché pour correspondre à Schlingo.

## Postérité
Avec Yves Poinot, Florence Cestac crée en 2009 le Prix Schlingo, décerné annuellement en marge du festival d'Angoulême (le Off of Off) pour récompenser un auteur ou une œuvre manifestant une communauté d'esprit avec le dessinateur disparu. Par ailleurs, à la demande d'Yves Poinot, le conseil municipal d'Angoulême accepte de modifier le nom d'une impasse : l’impasse Renolleau devient l'impasse Charlie Schlingo. Elle est inaugurée en février 2013 et Cestac y réalise un mur peint.